# Старкин, Григорий Сергеевич
Григорий Сергеевич Старкин — советский хозяйственный, государственный и политический деятель, тракторист-машинист совхоза «Дубовской» Саракташского района Оренбургской области. Герой Социалистического Труда.

## Биография
Родился в 1930 году в селе Старые Турдаки. Член КПСС.
С 1955 года — на хозяйственной, общественной и политической работе. В 1955—1990 гг. — прицепщик, механизатор, бригадир в совхозе «Дубенской», тракторист-машинист совхоза «Дубовской» Саракташского района Оренбургской области.
Указом Президиума Верховного Совета СССР от 10 марта 1980 года «за выдающиеся успехи, достигнутые во Всесоюзном социалистическом соревновании, проявленную трудовую доблесть в выполнении планов и социалистических обязательств по увеличению производства и продажи государству зерна и других продуктов земледелия в 1979 году» удостоен звания Героя Социалистического Труда с вручением Ордена Ленина и золотой медали Серп и Молот.
Делегат XXVII съезда КПСС.
Жил в Оренбургской области. Скончался 2 января 2021 года.